# 大下大蔵
大下 大蔵（おおしも だいぞう、1894年（明治27年）3月27日 - 1979年11月6日）は、日本の実業家。フマキラー創業者。

## 経歴
広島県安佐郡祇園町（現・広島市安佐南区祇園）出身。力三郎の二男。
1923年、殺虫剤「強力フマキラー液」を創製、翌1924年、祇園町に「大下回春堂」（現・フマキラー）を創業。同年専売特許に成功し、戦前までに国内のみならず欧米諸国にも市場を拡げ、上海に工場を設置するなど同社を躍進させた。戦後1950年、一子・俊治の社長就任で会長に退いた。

## 人物
趣味は碁、茶道、書画、骨董。宗教は真宗。
広島市の老舗百貨店「福屋」や、大下学園（大下学園女子短期大学・大下学園祇園高校）も一族の経営であった。ただし後者は経営権を他社へ移譲し、現在は大下家との関係はなくなっている。